# USS Tennessee (1920)
USS Tennessee (BB-43) was een Amerikaans slagschip van de Tennesseeklasse. Het schip was het vijfde schip bij de Amerikaanse marine dat vernoemd is naar de Amerikaanse staat Tennessee. Het schip is door de Amerikaanse marinewerf Brooklyn Navy Yard gebouwd. Tijdens de Japanse aanval op Pearl Harbor op 7 december 1941 lag het in deze haven gemeerd bij Ford Island als deel van de Battleship Row. De Tennessee had de aanvallen doorstaan en werd in tegenstelling tot Oklahoma, California en West Virginia niet getorpedeerd.

## Geschiedenis
De USS Tennessee (BB-43) stond onder bevel van de toenmalige commandant, kapitein-ter-Zee C. E. Reordan. De USS Tennessee was ten tijde van de aanval op Pearl Harbor een deel van de Battleship Row. Ze werd beschadigd en heel wat meer dan andere gemeerde slagschepen, toch vooral door bominslagen van Japanse Aichi D3A "Val"-type jachtbommenwerpers.
De USS Tennessee lag, toen de aanval begon, aan de binnenzijde naast de USS West Virginia (BB-48) gemeerd. Het slagschip lag in 2e meerlinie achter de beide slagschepen USS Maryland (BB-46) en USS Oklahoma. Achter de USS Tennessee lag de USS Arizona (BB-39) met aan de buitenzijde gemeerd, het reparatieschip USS Vestal (AR-4).
De 8 schepen lagen nabij het Ford Island en waren met een piersteiger daaraan verbonden. Alle 7 slagschepen, die aan de zuidkant van Ford Island gemeerd lagen, liepen bij Futchida's eerste aanval schade op.
Vier ervan, twee aan twee naast elkaar gemeerd en slechts de twee binnenste slagschepen, de USS Maryland en de USS Tennessee, werden niet getorpedeerd.
Alle andere slagschepen werden door één of meerdere torpedo's getroffen tijdens de eerste Japanse aanval. Het enige schip dat kans zag tijdens de aanval het anker te lichten, was de USS Nevada (BB-36).
Deze kon langs de brandende en ontplofte USS Arizona varen en om de brandende olievlek heen varen. De USS Nevada kwam niet verder dan Hospital Point. Zwaar bestookt met bommen en torpedotreffers moest ze de vaargeul vrij houden en zichzelf aan de grond laten lopen.
De naaste grote buur van de USS Tennessee, de USS West Virginia, kreeg het hard te verduren door bom- en torpedoinslagen. Ze zonk naar de havenbodem met nog juist haar dekken boven water. Onderdeks speelden zich hartverscheurende taferelen af, doordat mannen verdronken, omdat ze de vrije lucht zagen, maar er niet uit konden door de stalen gratings en verluchtingstralies. Door de duisternis binnenin het slagschip zaten menigen nog gevangen en konden nog lucht happen aan een luchtbel tegen het dekplafond. Anderen verdronken in de duisternis van het schip of zaten onderkoeld gevangen. Sommigen werden gered maar anderen zijn erin gebleven.
Ofschoon de USS Tennessee zelf geraakt was door vliegtuigbommen en door de staalregen van de ontplofte USS Arizona, werd haar schade onder controle gehouden en kon ze eigen marinemensen sturen om de USS West Virginia te assisteren en de werflui bij te staan met de hulp. Vanaf de waterkant en de haven, kon men de USS Tennessee nauwelijks onderscheiden door de dikke zwarte rookwolken van haar buurschip. Ofschoon de USS Arizona totaal vernietigd werd door een 800 kg-vliegtuigbom, bleef de USS Tennessee en de USS Mayland gespaard van deze totale ondergang, ondanks de bommen- en mitrailleurvuurregen op hun schepen. Zij bleven drijven. Na 7 december werd ze naar een droogdok in de Verenigde Staten gebracht en keerde na een korte herstellingsperiode op 26 februari 1942 terug in actie.

### Schadeverslag
Tijdens de eerste aanval kreeg ze drie 800kg-bommen op toren II, B-toren, voor op de commandobrug en op de achtergeschuttoren III, C-toren op het achterschip.
De bommen drongen niet door de dikkere pantserplaten naar de onderliggende munitiedepots. Dit zou een even grote catastrofe geweest zijn als bij de USS Arizona. De USS Arizona brandde hevig na zijn ontploffing. Staal, brokstukken en brandende olie vlogen over en op de USS Tennessee neer, die zelf getroffen was, maar net het 'voordeel' had, aan de binnenkant te liggen van een eveneens groot slagschip, de USS West Virginia.
Deze ving in feite de torpedo's en eventuele bommen op, die voor de USS Tennessee bestemd waren.
Op de Tennessee spoten ze met man en macht met brandslangen, de branden uit op de torens en de ondercommandobrug. Achteraan het schip spoten tientallen brandslangen het dek schoon van brandende stookolie, die in het dokwater werd weggespoten. Er werd bevel gegeven te blijven spuiten op het wateroppervlak, zodat de brandende olie op het water niet naar het schip zou afdrijven.
Op de top van geschuttoren III C-toren stond een Curtiss SOC Seagull watervliegtuig dat door de 800 kg-bom versplinterd en weggeblazen werd. De bom had een diep gat geslagen in de torenpantserhuid en op de katapultcompressor. Ze liet een groot gat na door de impact op pantserplaat "A", evenals de afstandsmeter.
De centrale middenkanon van toren III werd eveneens door de zware bom buiten dienst gezet. Het rechter en centrale kanon van toren III werden verwrongen door de bomexplosie. Binnenin de C-toren was alle geschutsbediening weggeblazen. Eigenlijk hebben deze kanonnen, vliegtuig, katapult en de dikke pantserplaten de zware schade kunnen beperken, zodat de munitieruimte onderin niet getroffen werd. Vermoedelijk werden de bommen door de Japanse vliegtuigen niet van zo'n grote hoogte gedropt. Dit was wel gebeurd op de USS Arizona.

### Verdere loopbaan
De USS Tennessee werd volledig hersteld te Puget Sound Naval Shipyard, Washington. Haar ouderwetse vooroorlogse stellingmasten werden verwijderd en groter luchtafweergeschut werden geïnstalleerd. Ze kreeg modernere ogende radar- en navigatiemasten in de plaats van de stellingmasten, die nog van ver voor de oorlog dateerden. Op 19 februari 1942 kwam ze van de werf.
In de lente en zomer van 1942 voer ze naar Alaska ter ondersteuning van de marinebasis Dutch Harbor aldaar en de opmars, op de schrale Aleoeten eilanden, van het Japanse leger tegen te houden.
In Puget Sound Navy Yard, op 25 april 1943, kreeg ze weer een grote opknapbeurt, waar ze op 8 mei 1943 de werf verliet. Op 12 mei kruiste ze door de Puget Sound in de staat Washington, als proefvaart na haar modernisering van haar bovenbouw en bewapening.
Op 19 juli 1944 bombardeerde ze de Japanse stellingen en batterijen op de kust van Guam.
Samen met de USS Vicksburg (CL-80) en de slagschepen USS Idaho (BB-34) en USS New York (BB-34) bombardeerde ze de Japanse stellingen en batterijen op Iwo Jima in februari 1945.
De USS Tennessee ondersteunde de Amerikaanse landingen op 19 februari 1945, nabij de Mount Suribachi, een slapende vulkaan op Iwo Jima.
Op 1 april 1945 bombardeerde De USS Tennessee met haar 350 mm/50 hoofdbatterijen de Japanners en hun verdedigingsstellingen op Okinawa.
Op 12 april 1945 werd ze echter getroffen door Japanse zelfmoord kamikazevliegtuigen. Op 19 april kreeg ze nog eens kamikazevliegtuigen op haar neergestort. Zwaar beschadigd door de kamikaze-inslagen, moest ze zich terugtrekken.
Op 8 mei 1945 lag ze langszij met het reparatieschip USS Ajax (AR-6) voor noodzakelijke herstellingen aan de beschadigde stuurboordzijde.
De snelvuurkanonnen werden door de Kamikaze-inslagen vernield op 19 april.
Samen met de drie veteranen van Pearl Harbor, de USS Nevada en USS California verlieten ze Buckner Bay op 17 juli 1945. Voor hen was de oorlog tijdelijk afgelopen en hadden ze een afwachtende rol gekregen. Een maand later zouden twee atoombommen op Hiroshima en Nagasaki, de oorlog doen beëindigen.

### Einde loopbaan
De USS Tennessee werd uit dienst gesteld op 14 februari 1947 en als reserveschip opgelegd. Ze werd definitief opgelegd op 1 maart 1959 en vier maanden later op 10 juli, verkocht voor de sloop naar Baltimore.